# Zhu Yigui
Zhu Yigui (ur. 1689 lub 1690, zm. 1721 lub 1722) – przywódca powstania antymandżurskiego na Tajwanie z początku lat 20. XVIII wieku.
Pochodził z rodziny chłopskiej. Wiosną 1721 na czele kilkusetosobowego oddziału rozpoczął ataki na lokalne oddziały wojsk qingowskich i zadał im kilka porażek. Korzystając z poparcia mieszkańców południa wyspy szybko opanował kluczowe ośrodki miejskie. Uznany za potomka Mingów przyjął tytuł cesarski. Wydał liczne edykty, w których odwoływał do chińskich tradycji narodowych. Jego władzę osłabiały spory z pozostałymi przywódcami rebelii. Zostało to wykorzystane przez rząd mandżurski, którego oddziały, wzmocnione wojskami z kontynentu, ostatecznie krwawo stłumiły powstanie.